# Adlullia xanthomela
Adlullia xanthomela är en fjärilsart som beskrevs av Walker 1862. Adlullia xanthomela ingår i släktet Adlullia och familjen tofsspinnare. Inga underarter finns listade i Catalogue of Life.